# Adagio (Adagio)
Adagio è il primo album in studio del gruppo musicale ungherese eponimo, pubblicato il 20 ottobre 2005 dalla Sony BMG Hungary.

## Tracce
1. Adagio – 4:18
2. Szerettél-e igy? (Have You Ever Really Loved a Woman) – 4:34
3. A szabadság vándorai – 4:03
4. Én gondolok rád (From Sarah with Love) – 4:38
5. Utolsó érintés – 4:49
6. Szállj fel magasra – 4:45
7. The Great Pretender – 3:05
8. Egy elfelejtett dal – 4:22
9. Egy érzés megtalál (Love Changes Everything) – 2:57
10. Spanyol gitár (Spanish Guitar) – 3:59
11. Legyen ünnep – 4:43
12. Maradj velem – 4:05
13. Belle (A Notre-Dame de Paris C. Musicalböl) – 4:40

## Classifiche

### Classifiche settimanali
| Classifica (2006) | Posizione massima |
| ----------------- | ----------------- |
| Ungheria          | 1                 |

### Classifiche di fine anno
| Classifica (2005) | Posizione |
| ----------------- | --------- |
| Ungheria          | 24        |
| Classifica (2006) | Posizione |
| Ungheria          | 23        |